# Boļeslavs Sloskāns
Boļeslavs Sloskāns (* 31. August 1893 in Tiltagals, Lettland; † 18. April 1981 in Korbeek-Lo, Bierbeek, Belgien) war ein lettischer römisch-katholischer Priester und Bischof. Sein Seligsprechungsverfahren ist eröffnet.

## Leben und Werk
Boļeslavs Sloskāns wurde auf dem Gehöft Tiltagals (zwischen Murmastiene und Stirniene) in Lettgallen geboren. Er besuchte die Volksschule in Stirniene, in der Nähe von Varakļāni, dann das Gymnasium in Rēzekne.

### Als Priester
1911 trat Sloskāns in das Priesterseminar in Sankt Petersburg ein. Er wurde im Januar 1917 zum Priester geweiht und feierte am 22. April 1917 seine Primizmesse in Ludza. Neun Jahre lang war er Kaplan in Sankt Petersburg (Petrograd, Leningrad) und in Wizebsk. Nachdem sein Heimatland Lettland im November 1918 seine Unabhängigkeit erklärt hatte, wurde Sloskāns als Ausländer von der Tscheka überwacht. Er hätte in das im selben Jahr wiedererrichtete katholische Bistum Riga wechseln können, doch er spürte, dass die Katholiken in der Sowjetunion ihn als Seelsorger brauchten. Um dort bleiben zu dürfen, verzichtete er 1924 auf die lettische Staatsbürgerschaft und nahm die sowjetische Staatsangehörigkeit an.

### Als Bischof
Im Rahmen einer Geheimaktion, mit der Papst Pius XI. den französischen Geheimbischof Michel d’Herbigny beauftragt hatte, weihte dieser am 10. Mai 1926 Boļeslavs Sloskāns in Moskau zum Bischof (mit dem Titel eines Bischofs von Cillium), zusammen mit Alexander Frison. Am 12. August 1926 wurde er zum Apostolischen Administrator des Erzbistums Minsk-Mahiljou mit Sitz in Mogilew ernannt. Im September 1926 (Mogilew) und im Mai 1927 (Minsk) trat er offiziell sein Amt an.

### Gulag auf den Solowezki-Inseln
Im September 1927 wurde Sloskāns der Spionage überführt, indem die Polizei in seiner Wohnung Dokumente zuerst heimlich versteckte und dann „auffand“. Er wurde festgenommen und in Moskau in das Lubjanka-Gefängnis verbracht, dann in das Butyrka-Gefängnis. Ohne Prozess oder Urteil wurde er administrativ zu drei Jahren Konzentrationslager auf den Solowezki-Inseln bei Kem bestimmt, der Urzelle des Gulag. Von März 1928 bis Oktober 1930 tat er dort unter härtesten Bedingungen Zwangsarbeit. Mit Lähmungserscheinungen und völlig erschöpft wurde er am 1. November 1930 freigelassen.

### Sibirien
Am 8. November 1930 wurde Sloskāns in Mogilew ohne Begründung wieder festgenommen. Über Minsk und Moskau wurde er am 19. Dezember 1930 einem Gefangenentransport nach Sibirien angeschlossen, der ihn über Swerdlowsk, Irkutsk, Krasnojarsk, Jenisseisk nach Turuchansk führte, wo er am 22. Juni 1931 ankam. Dort wurde er von den anderen Gefangenen getrennt und 37 km nordwestlich nach Staro-Turuchansk gebracht, wo er isoliert und im Sommer von Mücken geplagt mit der Lektüre der französisch verfassten Autobiographie der Therese von Lisieux verbrachte und darin Französisch lernte. Im November 1932 verbrachte er zehn Tage im Gefängnis von Turuchansk. Die Überstellung nach Krasnojarsk per Schlitten dauerte vom 28. November 1932 bis zum 2. Januar 1933. Dann ging es im Zug nach Moskau. Dort wurde Sloskāns aufgrund einer Initiative der lettischen Regierung, der Beharrlichkeit von Weihbischof Jāzeps Rancāns (1887–1948), Generalvikar des Erzbistums Riga, und des Verhandlungsgeschicks von Alfrēds Bīlmanis (1886–1969), lettischer Botschafter in Moskau, gegen einen russischen Spion ausgetauscht. Am 22. Januar 1933 kam er in Riga an. Seine Weigerung, die Sowjetunion zu verlassen, wurde gebrochen durch die Lüge der GPU, der Papst selbst habe seine Ausreise verlangt.

### Rom. Riga. Eichstätt. Lohr
Sloskāns begab sich nach Rom und wurde mit dem Titel eines Päpstlichen Thronassistenten geehrt. Zurück in Lettland lehrte er an der Theologischen Hochschule Riga. 1944 wurde er von der Gestapo zusammen mit den Bischöfen Antonijs Urbšs und  Jāzeps Rancans (1886–1969) in das Lager Schneidemühl gebracht. Er kam zum Kriegsende nach Eichstätt, dann in das Kapuzinerkloster Mariabuchen in Lohr am Main.

### Brüssel. Löwen. Tod
1947 ging er nach Brüssel. Dort war er Seelsorger für seine lettischen Landsleute, die nach der Besetzung Lettlands durch die Rote Armee und der anschließenden Durchsetzung des Stalinismus in ihrer Heimat nach Westen geflohen waren, sowie für belarussische Flüchtlinge. Zudem gründete er ein Priesterseminar für angehende lettische und belarussische Priester. 1951 trat er in die Abtei Keizersberg bei Löwen ein. 1952 ernannte ihn Pius XII. zum Apostolischen Visitator für die emigrierten katholischen Russen und Belarussen. 1955 wurde er Moderator der im Exil lebenden Letten und Esten.
1979 verließ er das Kloster aus Krankheitsgründen und ging nach Korbeek-Lo in Pflege. Dort starb Boļeslavs Sloskāns im Alter von 87 Jahren im Pflegeheim „Emmaus“ der Schwestern des Betlehemklosters Duffel.

## Nachleben
1993 wurden die sterblichen Überreste in sein Heimatland überführt und in der Basilika von Aglona beigesetzt. 2004 verlieh Papst Johannes Paul II. ihm den Ehrentitel Ehrwürdiger Diener Gottes.

## Schriften
- (mit Paul Roth, 1925–2006, und Ernst Nittner): Der Osten. Anruf und Aufgabe. Pressverein Volksbote, München 1962 (Schriftenreihe der Ackermann-Gemeinde, Band 17).
- Témoin de Dieu chez les sans-Dieu. Du bagne des îles Solovetski à la déportation en Sibérie. Journal de prison. Aide à l’Eglise en détresse, Mareil-Marly 1986 (Einführung von François Rouleau SJ, 1919–2017).
  - (deutsch) Zeuge Gottes bei den Gottlosen. Gefängnistagebuch. München 1988.